# Головінський Юліан Миколайович
Юліан Миколайович Головінський (псевдо: Дубик; 1 грудня 1894, Радимно — 30 вересня 1930, с. Великі Глібовичі, нині Львівський район, Львівська область) —  поручник збройних сил Австро-Угорщини, сотник Української Галицької Армії, командант VI (Равської) бригади УГА (1918 — 1919), у лютому — квітні 1920 — комбриг 2-ї бригади ЧУГА, співорганізатор Української Військової Організації, бойовий референт, крайовий командант УВО (1926—1927 рр. / червень —вересень 1930 р.), крайовий провідник ОУН (червень—вересень 1930).

## Життєпис

### Ранні роки

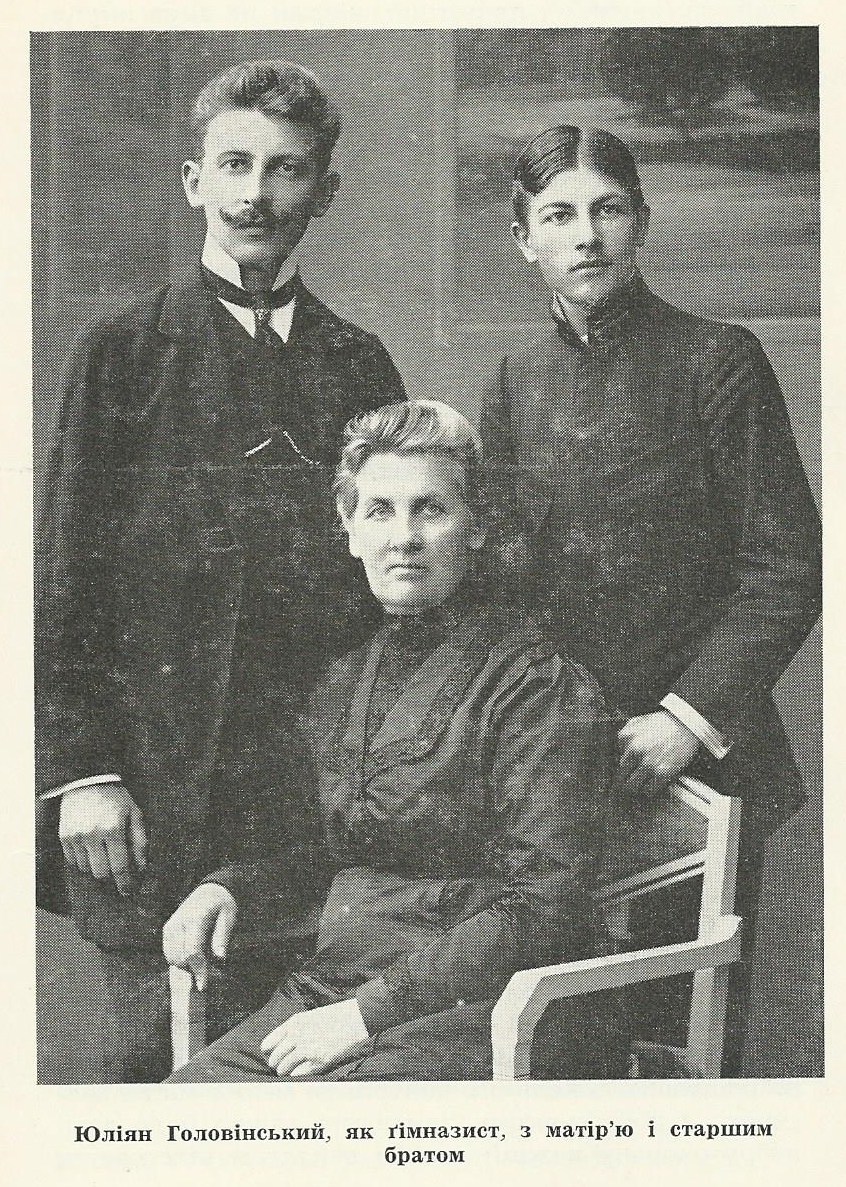
Юліан Головінський як гімназист, з матір'ю і старшим братом

Народився в містечку Радимному, що лежить на лівому березі Сяну, на половині дороги між Перемишлем і Ярославом.
Батько — Микола Головінський, був австрійським поштовим урядовцем і помер, коли Юліан був дитиною. Мати — Теофіла (до шлюбу Шрам), після смерті чоловіка переселилася з двома синами до Львова, де заробляла як приватна вчителька. 
Здобувши середню освіту в гімназії м. Ярослав, Головінський склав іспит зрілості у Львові.

### Військова служба

Ю.Головінський у формі поручника австрійської армії

Із вибухом Першої Світової війни вступив на службу до австрійської армії. У рядах 30-го піхотного полку воював на італійському фронті у 1914—1918 роках. Дістав старшинський ступінь поручника, здобув низку нагород за відвагу. Після закінчення Першої світової війни переїхав до Любачева, де мешкала в той час його родина. Дізнавшись про проголошення ЗУНР, розпочав організацію українських збройних відділів на Любачівщині, які стали основою для формування 6-ї, званої Равською, бригади Української Галицької Армії, в якій поручник Головінський довгий час був начальником штабу, а згодом, у ранзі сотника, командиром.
У складі VI (Равської) бригади УГА сотник Головінський відбув усю Листопадову кампанію, відзначаючись тим, що привчив особовий склад свого підрозділу до блискавичного маневрування — наступів і відступів, тактики, яка бентежила ворога й завдавала йому великих втрат. На чолі тієї ж бригади сотник Головінський перейшов за Збруч і був учасником з'єднання Українських Армій та вступу до Києва 31 серпня 1919 р.
Після переходу УГА до більшовиків сотник Головінський став командиром 2-ї бригади ЧУГА
Був одним з організаторів переходу частин ЧУГА на бік армії УНР у квітні 1920 р.
23 квітня 1920 р. зв'язкові Ю. Головінського розвезли по бригадах ЧУГА наказ про виступ для з'єднання з Армією УНР під командуванням генерала М.Омеляновича-Павленка.

Юліан Головінський у австрійській формі з нагородами

Після відступу УГА на південь України, а пізніше на захід, де були союзні на той час з Україною польські війська, Головінський потрапив у польський полон, пройшов через польські табори для інтернованих (Фридріхвіц, Ялівець), звідки втік і дістався до Праги, де й закінчив навчання, здобувши ступінь лікаря-ветеринара в місті Брно.

### Підпільно-революційна діяльність

Юліан Головінський (другий справа) на процесі з приводу вбивства Собінського

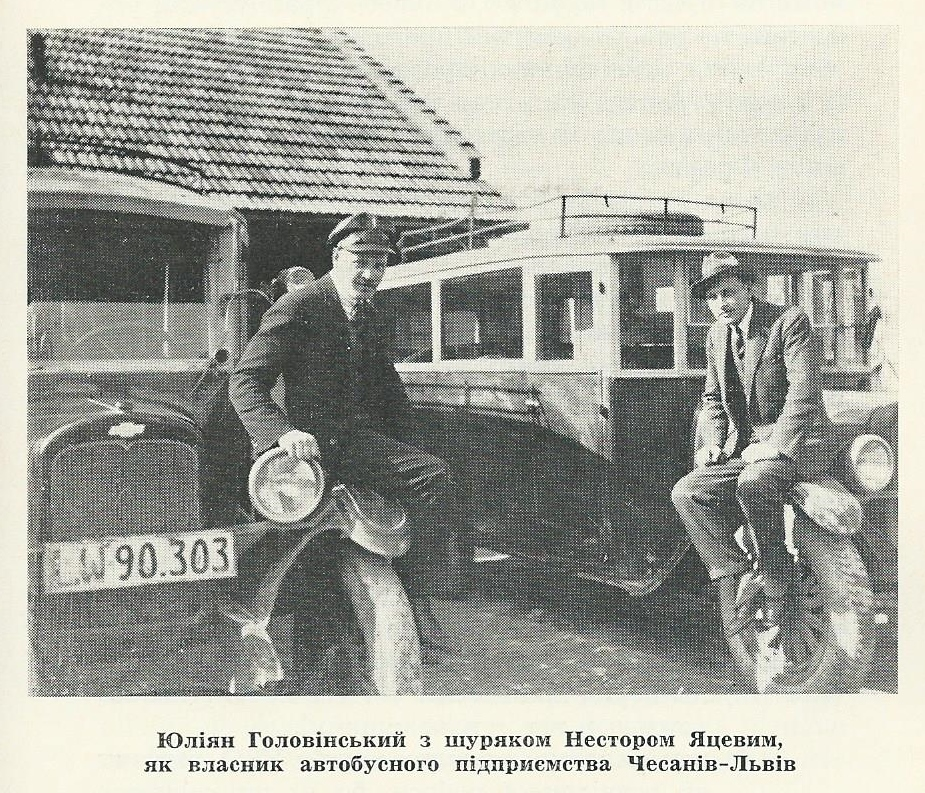
Юліан Головінський як співвласник автобусного підприємства. 1920-ті роки.

У 1924 р. повернувся до Галичини і далі брав участь у визвольній боротьбі у складі Української Військової Організації. Був членом Начальної Команди УВО, у складі Крайової Команди УВО під керівництвом Ярослава Індишевського займав посаду Заступника Крайового команданта і Бойового референта.
Після виїзду Ярослава Індишевського за кордон наприкінці 1924 р. Юліан Головінський стає Крайовим командантом УВО і створює легендарну «Летючу Бригаду». Протягом всього свого керування Крайовою Командою УВО він не тільки очолював «Летючу Бригаду», але й особисто брав участь у її ексах, в тому числі і нападі на головну пошту Львова 28 березня 1925 р.
У справі замаху на польського куратора Собінського 19.10.1926 р. був заарештований. Під час слідства ні в чому не зізнавався. На суді в 1928 р. захищав себе сам і був звільнений. Але польська поліція, впевнена у причетності Головінського до діяльності УВО, встановила за ним спостереження. Це стало підставою для звільнення Головінським посади Крайового команданта УВО, але не змусило його відійти від організаційних справ. Разом з Осипом Матковським і Нестором Яцевим він став співзасновником автобусного підприємства «Чесанів-Львів» і почав займатися перевезеннями людей і товарів. Це давало йому змогу вільно пересуватися і брати активну участь у діяльності УВО.
У червні 1930 р. Юліан Головінський стає Крайовим Провідником ОУН і водночас повторно Крайовим Командантом УВО.

### Проекти
Зі слів Осипа Матковського, Ю.Головінський намагався втілити в життя цілий ряд проектів новітньої тактики протипольської боротьби з застосуванням:
1. газової зброї (як акт відплати за актиукраїнські дії польського уряду в Галичині і Волині здійснити газові атаки в Кракові, Познані і Варшаві);
2. бактеріологічної зброї (шляхом отруєння водопроводів у найбільших містах «корінної» Польщі послабити польську державу через розповсюдження епідемії на польських етнічних територіях);
3. авіації (зробити підпільний аеродром УВО в Карпатах на території Чехословаччини і закупити кілька спортивних літаків у країнах Америки для вчинення терористичних актів проти польської держави).

### Арешт і загибель

Фото зроблене польською поліцією після арешту 20 вересня 1930 року

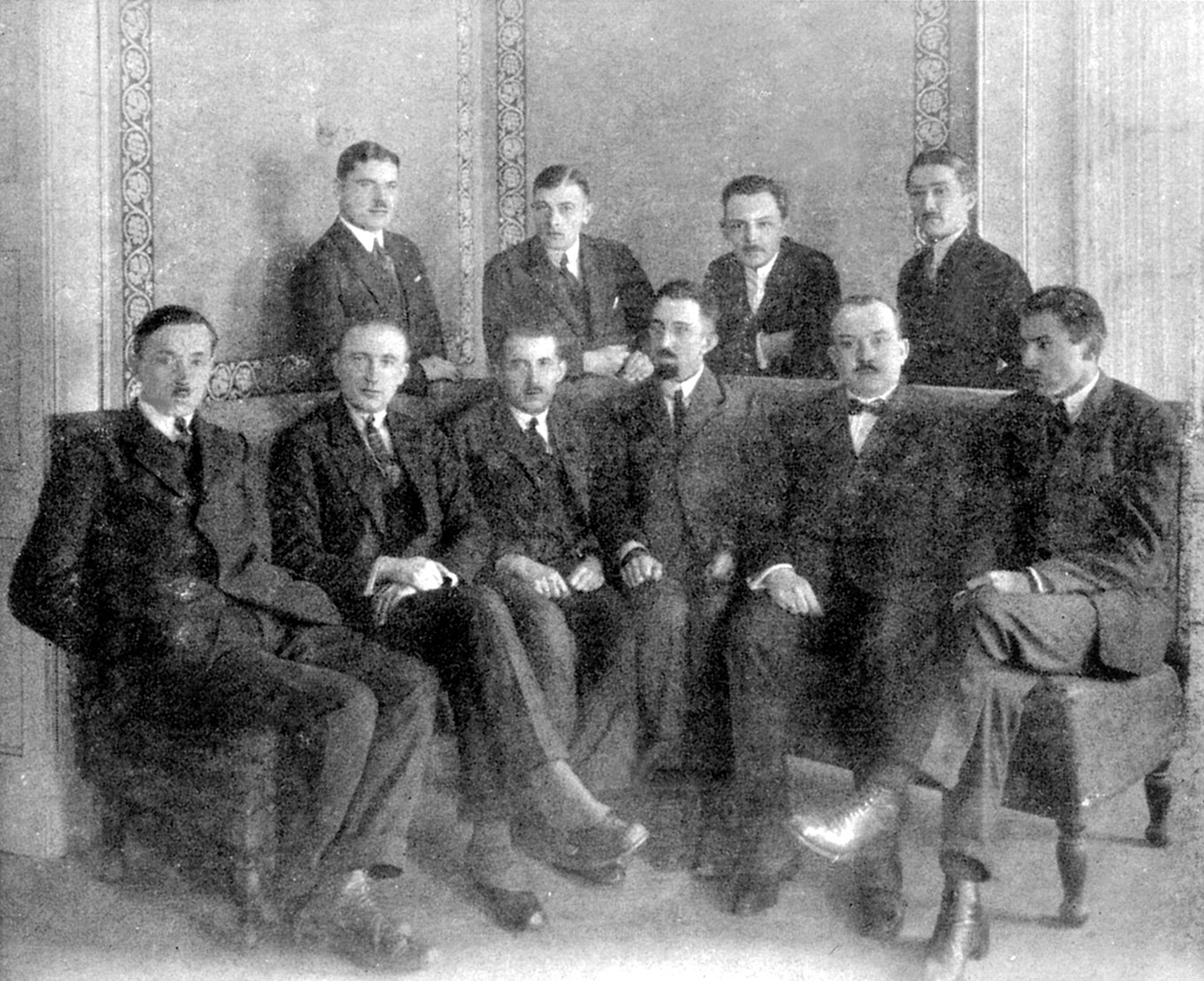
Конференція Начальної Команди УВО. Оліва, березень 1923. Зліва направо сидять: Володимир Бемко, Андрій Мельник, Євген Коновалець, Володимир Целевич, Ярослав Селезінка, Ярослав Індишевський; стоять: Петро Бакович, Юліян Головінський, Осип Рев'юк, Павло Меркун

Зліва праворуч. Стоять: Євген Коновалець, невідома, Зенон Кузеля, Ольга Кузеля, Ольга Коновалець, Омелян Сеник, Ріхард Ярий, Степан Федак-молодший. Сидять: невідома, Юліан Головінський, Ольга Яра. Берлін 1927 рік.

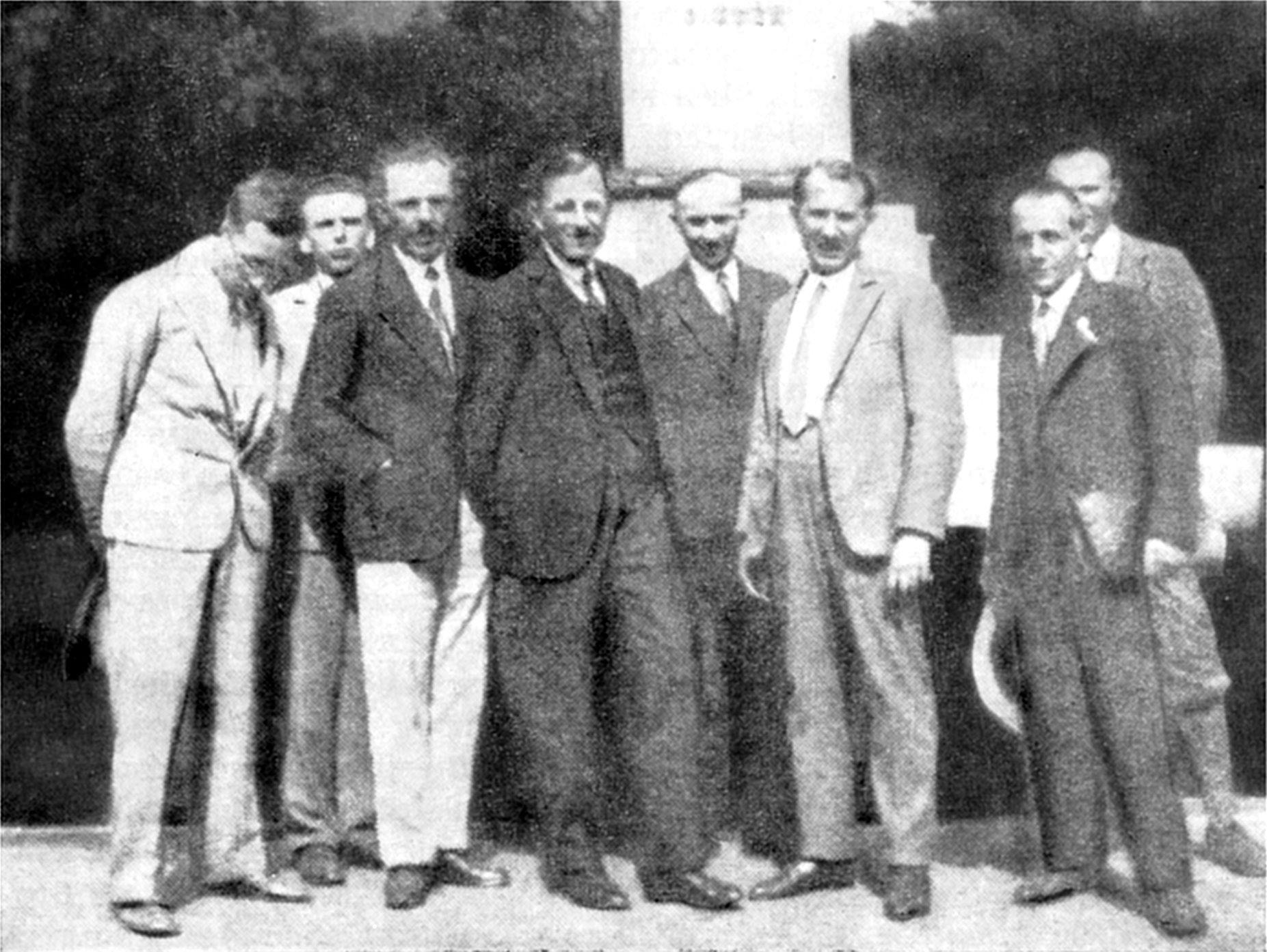
Нарада у Празі, червень 1930. Зліва направо: Зенон Пеленський, Осип Бойдуник, Осип Рев'юк, Юліан Головінський, Омелян Сеник, Євген Коновалець, Леонід Костарів, Зиновій Книш

Найважчим для ОУН ударом, що його завдала польська поліція, було вбивство Юліяна Головінського, який, об'єднавши в своїх руках пости Крайового Провідника ОУН і Крайового Коменданта УВО та користуючись великим авторитетом серед членів цих організацій, започаткував справжнє злиття УВО й ОУН в одну формацію.
Саботажна акція і зокрема напад на поштовий віз під Бібркою спричинили масові ув'язнення українців, яких підозрювали в революційній діяльності УВО-ОУН. Серед арештованих, одначе, не було Ю. Головінського: по-перше тому, що він законспірував свої стосунки до революційної дії УВО-ОУН, а по-друге тому, що саме в той час він нелегально виїхав за кордон на розмови з полк. Євгеном Коновальцем.
Головною причиною виїзду Ю. Головінського на нараду з полк. Коновальцем у Відні була проблема ставлення ОУН до майбутніх виборів до польського парламенту. Партійні діячі УНДО, а також УСРП звернулися до УВО-ОУН з проханням, щоб ті підтримали їхні намагання здобути під час виборів посольські мандати. Своє прохання згадані партії мотивували тим, що здобуття українцями більшої кількості посольських і сенаторських місць у польському парламенті є корисне для української справи. Попередній Крайовий Комендант УВО, полк. Роман Сушко, поставився до прохання позитивно, натомість сотн. Головінський зустрів пропозицію політичних партій з виразним застереженням. Отож, щоб ґрунтовно обговорити це питання Ю. Головінський і Р. Сушко виїхали на початку вересня 1930 року до Відня на розмови з Є. Коновальцем.
Після наради прийнято постанову, що членство ОУН-УВО дасть повну підтримку українським леґальним партіям у виборчій кампанії, але за умов, що ті партії: а) об'єднаються для виборів в один український виборчий блок і б) що українські партії у своїй виборчій кампанії будуть уникати всяких угодовських заяв і зберігатимуть гідну поставу.
Повернувшись із Відня Головінський прийняв запрошення проводу УНДО особисто зустрітися для обговорення справи. 20 вересня він зайшов до приміщення УНДО у Львові, де його зустрів секретар об'єднання д-р Любомир Макарушка, який попросив сотника зайти другий раз вечором, бо інших членів ЦК УНДО ще немає. В той час хтось телефонував, запитуючись українською мовою, чи в приміщенні УНДО немає сотн. Головінського. Замість заперечити, д-р Макарушка намагався довідатись від незнайомого, хто запитує, але відповіді не одержав. У дальшій розмові з сотн. Головінським д-р Макарушка згадав йому, що хтось телефоном запитував про нього. Почувши це, сотн. Головінський негайно вийшов з приміщення УНДО, але при дверях зустрівся з поліційними аґентами, які арештували його.
Не було сумніву, що сотн. Головінського хтось видав польській поліції. Спершу підозри були проти управи УНДО, зокрема проти д-ра Любомира Макарушки. Та через три роки, було виявлено аґентурну службу для польської поліції Романа Барановського, колишнього бойовика УВО, а пізніше польського поліційного аґента і провокатора. Це також прояснило й іншу загадку, яку не можна було розв'язати протягом трьох років: як сталося, що польська преса, разом із повідомленням про ув'язнення сотн. Головінського, подала поліційну інформацію, що він був організатором багатьох «ексів» УВО і що кілька місяців тому він перейняв пост Крайового Коменданта УВО й Крайового Провідника ОУН.
На підставі інформацій Романа Барановського польська поліція мала певні відомості про становище й працю сотн. Головінського в ОУН-УВО, одначе, вона не мала жодних об'єктивних доказів і не могла поставити його перед судом. Щоб цю вину довести, потрібно було б, щоб на суді виступив у ролі свідка Роман Барановський. Одначе, поліція не хотіла виявляти такого цінного співробітника, а з іншого боку — не могла погодитися з тим, щоб сотн. Юліян Головінський вийшов на волю. Тому вирішили замордувати його потайки, без суду, інсценізуючи справу так, що нібито Головінський утікав і був застрелений під час утечі.
Після арешту сотн. Головінського польська поліція відвезла його до казематів, приховавши місце ув'язнення та не допускаючи до нього ні адвокатів, ані родичів. Але десятиденні тортури в'язня не принесло поліції ніякої користі: Юліян Головінський про участь в ОУН-УВО не признався і жодних зізнань про інших членів ОУН не дав.
30 вересня 1930 року поліція перевезла сотн. Юліяна Головінського до Бібрки, нібито для очної ставки зі свідками, які мали б ствердити, чи він був учасником нападу. Там, на місці нападу, о 7-ій годині вечора, закутого в кайдани в'язня прив'язано до дерева і вбито трьома пострілами з револьвера: два з них у груди, а один у чоло.
Ще того самого дня польська телеграфна аґенція ПАТ опублікувала таке повідомлення:

«Сьогодні в Бібрці, на зарядження прокурорської влади, відбулася конфронтація Юліяна Головінського, коменданта УВО, запідозреного в приготуванні нападу на поштовий амбулянс під Бібркою в липні ц. р., зі свідками подій та іншими особами, які мали встановити тотожність виконавців нападу. Під час повороту з Бібрки до залізничної станції Глібовичі, Головінський скористувався тим, що один із поліцаїв ескорти затримався, ударив кулаком другого й хотів утекти. В погоню кинувся інший поліціянт і вистрілив шість разів у слід за Головінським; одна куля поцілила Головінського в голову та поклала його трупом на місці».

Але польська преса подала також інший опис випадку:

«Після конфронтації обидва поліційні функціонери вибралися з Головінським до залізничної станції у Глібовичах. Коли о 7-ій годині вечора вони були вже недалеко букового лісу, в якому було виконано напад на поштовий амбулянс, один із поліціянтів затримався на хвилину, а другий пішов далі з Головінським. Коли Головінський побачив, що з ним іде лише один поліцист, вдарив його кулаком в обличчя. Запаморочений поліцист посковзнувся на болоті й упав. Це використав Головінський і кинувся тікати. Заки поліціянт, що залишився позаду, і той, що впав, зорієнтувалися, Головінський віддалився від них на кількадесят кроків. Обидва поліцисти кинулися в погоню. Під час утечі Головінському перешкоджав плащ і він хотів скинути його. Це примусило його зупинитися, а тоді поліцисти наблизилися до нього й один поліцист вистрілив один раз, а інший сім разів. Одна з куль попала Головінському в голову і він помер на місці».

У цих польських повідомленнях є явна суперечність, та найважливішим є те, що коли тіло загиблого передано його дружині для поховання, то на ньому знайдено три рани від куль: дві на грудях і одну на чолі. Це переконливий доказ, що в Головінського поліція стріляла з близької віддалі і спереду, а не з-заду, як то мало б бути, якщо б вона справді стріляла за втікачем. Отож, у цьому випадку польська поліція вчинила плановане вбивство, стріляючи в закутого в кайдани та прив'язаного до дерева українського політичного в'язня.
Тіло сотника Юліяна Головінського поховано 2 жовтня 1930 року на цвинтарі в Великих Глібовичах, у присутності лише його дружини, двох дочок і брата. Ховав місцевий парох о. Бобовник.

## Вшанування пам'яті

Пам'ятник Юліанові Головінському у Львові

12 жовтня 2014 року площі, що поряд із церквою Володимира і Ольги, вул. Симоненка у Львові, неподалік церкви Володимира і Ольги відкрили пам'ятник Юліану Головінському (автори  — заслужений художник України Любомир Яремчук, архітектор — Василь Каменщик).
1 вересня 2016 року названо школу його іменем Великоглібовицька ЗОШ І-ІІІ ступенів ім. Ю. Головінського
1 жовтня 2017 року у Великих Глібовичах на місці загибелі члена УВО і ОУН Юліана Головінського відкрили пам’ятний знак.
18 липня 2024 року у місті Перемишляни вулицю Дружби перейменували на вулицю Юліана Головінського.